# 小行星10421
小行星10421（10421 Dalmatin）是一颗绕太阳运转的小行星，为主小行星带小行星。该小行星于1999年1月9日发现。

## 轨道参数
小行星10421的轨道半长轴为2.4191752 UA，离心率为0.219。